# Clark Gregg
Robert Clark Gregg (Boston, 2 de abril de 1962) é um ator, roteirista e diretor estadunidense.
Conhecido por interpretar o Agente Coulson no Universo Cinematográfico Marvel, como nos filmes Homem de Ferro, Homem de Ferro 2 e Thor e Os Vingadores, que teve sua estreia em 2012. Além disso é renomado pelo papel de Richard Campbell, na sitcom The New Adventures of Old Christine, entre 2006 e 2010.
Atuou em vários outros filmes para o cinema e TV e também fez diversas participações em séries. Também é roteirista e escreveu o roteiro dos filmes What Lies Beneath e Choke, nesse último também foi diretor.

## Vida pessoal
Gregg é casado desde julho de 2001 com a atriz Jennifer Grey. O casal tem uma filha, Stella, nascida em 3 de dezembro de 2001. É faixa preta de jiu-jitsu brasileiro.

## Carreira
Gregg tem sido destaque em vários papéis coadjuvantes em filmes, como Lovely and Amazing, In Good Company, e The Human Stain, e em inúmeras participações como convidado em séries de TV, como Will & Grace, Sports Night, Sex and the City e The West Wing. Ele também escreveu o roteiro do thriller de 2000, What Lies Beneath.
Ele é o diretor e roteirista do filme de 2008 Choke, baseado no romance de mesmo nome, de Chuck Palahniuk, estrelado por Sam Rockwell. Gregg consultou seu pai, professor de religião aposentado em Stanford, para a citação da carta de Paulo de Tarso aos Gálatas que Gregg utilizou em Choke. O pai de Gregg também é ex-padre da Stanford Memorial Church.
Em 2008, Gregg apareceu no filme Homem de Ferro como o agente Phil Coulson da SHIELD. Em 2010, Gregg reprisou seu papel do agente Coulson em Homem de Ferro 2. Desde que assinou com a Marvel Studios, Gregg têm aparecido em vários filmes da mesma. Em 2011, retornou novamente como Coulson em Thor. Gregg percebeu que já vinha fazendo parte da expansão do Universo Marvel Cinematográfico, sendo isso muito emocionante. "O agente Coulson foi um dos caras que realmente não estava presente nos quadrinhos, ele teve um participação muito pequena em Homem de Ferro", disse Clark. "E eu estava muito feliz por eles terem optado em explorar mais esse personagem nesse universo. É realmente impactante!" Na sequência de sua participação em Thor, novamente ele reprisou seu papel em Os Vingadores. Gregg também estrela uma série de curtas da Marvel, que giram em torno de seu personagem e podem ser vistos nos discos Blu-ray dos filmes.
No final de outubro de 2012, Joss Whedon, Kevin Feige e Gregg anunciaram que ele estaria reprisando seu papel como o agente Phil Coulson no piloto da série da Marvel Agents of S.H.I.E.L.D.".

## Filmografia
| Ano       | Título                                                              | Papel                                 | Notas                             |
| --------- | ------------------------------------------------------------------- | ------------------------------------- | --------------------------------- |
| 1988      | Things Change                                                       | Stage Manager                         |                                   |
| 1988      | Lip Service                                                         | Stage Manager                         |                                   |
| 1989      | Fat Man and Little Boy                                              | Douglas Panton                        |                                   |
| 1991      | Law & Order (TV)                                                    | Patrick Dunne                         | Episódio: Life Choice             |
| 1991      | Shannon's Deal (TV)                                                 | Ator                                  | Episódio: Strangers in the Night  |
| 1991      | A Woman Named Jackie (TV)                                           | Ken O'Donnell                         |                                   |
| 1992      | Lana in Love                                                        | Marty                                 |                                   |
| 1993      | The Young Indiana Jones Chronicles (TV)                             | Dickinson                             |                                   |
| 1994      | Ride Me                                                             | Jake Shank                            |                                   |
| 1994      | I Love Trouble                                                      | Darryl Beekman, Jr.                   |                                   |
| 1994      | Clear and Present Danger                                            | Staff Sergeant                        |                                   |
| 1994      | The George Carlin Show (TV)                                         | Dad                                   |                                   |
| 1995      | The Usual Suspects                                                  | Dr. Walters                           |                                   |
| 1995      | Tyson' (TV)                                                         | Kevin Rooney                          |                                   |
| 1995      | The Commish (TV)                                                    | Tom Cannon                            |                                   |
| 1995      | Above Suspicion                                                     | Randy                                 |                                   |
| 1996      | Central Park West (TV)                                              | Actor                                 |                                   |
| 1996      | Touched by an Angel (TV)                                            | Don Duddey                            |                                   |
| 1997      | The Last Time I Committed Suicide (TV)                              | Policial #1                           |                                   |
| 1997      | The Spanish Prisoner                                                | FBI Sniper                            |                                   |
| 1998      | Six Ways to Sunday                                                  | Benjamin Taft                         |                                   |
| 1998      | The Adventures of Sebastian Cole                                    | Hank / Henrietta Rossi                |                                   |
| 1999      | Magnolia                                                            | WDKK Floor Director                   |                                   |
| 2000      | Sports Night (TV)                                                   | The Stranger                          |                                   |
| 2000      | State and Main                                                      | Doug Mackenzie                        |                                   |
| 2000      | Sex and the City (TV)                                               | Harris Bragen                         | Episódio: Don't Ask, Don't Tell   |
| 2000      | The Practice (TV)                                                   | Irmão de Julie McGrath                | Episódio: Brothers' Keepers       |
| 2001      | Artificial Intelligence: AI                                         | Supernerd                             |                                   |
| 2001      | Lovely & Amazing                                                    | Bill                                  |                                   |
| 2002      | One Hour Photo                                                      | Det. Paul Outerbridge                 |                                   |
| 2002      | My Sister's Keeper (TV)                                             | Harvey                                |                                   |
| 2002      | We Were Soldiers                                                    | Capitão Tom Metsker                   |                                   |
| 2002      | Live from Baghdad (TV)                                              | Eason Jordan                          |                                   |
| 2003      | Northfork                                                           | Mr. Hadfield                          | Não creditado                     |
| 2003      | Will & Grace (TV)                                                   | Cam                                   | Episódio: May Divorce Be with You |
| 2003      | 11:14                                                               | Oficial Hannagan                      |                                   |
| 2003      | The Human Stain                                                     | Nelson Primus                         |                                   |
| 2004      | Spartan                                                             | Miller                                |                                   |
| 2004      | In Enemy Hands                                                      | Oficial Executivo Teddy Goodman       |                                   |
| 2001-2004 | The West Wing (TV)                                                  | Agente Especial do FBI Michael Casper | 8 episódios                       |
| 2004      | The Shield (TV)                                                     | William Faulks                        |                                   |
| 2004      | In Good Company                                                     | Steckle                               |                                   |
| 2005      | CSI: NY (TV)                                                        | D.A. Allen McShane                    |                                   |
| 2006      | When a Stranger Calls                                               | Ben Johnson                           |                                   |
| 2006      | Bickford Shmeckler's Cool Ideas                                     | Editor                                |                                   |
| 2006      | Hoot                                                                | Muckle                                |                                   |
| 2006      | Road to Christmas (TV)                                              | Tom Pullman                           |                                   |
| 2007      | In the Land of Women                                                | Nelson Hardwicke                      |                                   |
| 2007      | The Air I Breathe                                                   | Henry                                 |                                   |
| 2008      | Choke                                                               | Lord High Charlie                     | Também como Diretor e Roteirista  |
| 2008      | Iron Man                                                            | Agente Phil Coulson                   |                                   |
| 2009      | (500) Days of Summer                                                | Vance                                 |                                   |
| 2006-2010 | The New Adventures of Old Christine                                 | Richard Campbell                      | 88 episódios                      |
| 2010      | Iron Man 2                                                          | Agente Phil Coulson                   |                                   |
| 2011      | Thor                                                                | Agente Phil Coulson                   |                                   |
| 2011      | Marvel One-Shot: A Funny Thing Happened on the Way to Thor's Hammer | Agente Phil Coulson                   | Curta-metragem                    |
| 2011      | Marvel One-Shot: The Consultant                                     | Agente Phil Coulson                   | Curta-metragem                    |
| 2011      | Os Pinguins do Papai                                                | Nat Jones                             |                                   |
| 2012      | Os Vingadores                                                       | Agente Phil Coulson                   |                                   |
| 2012      | Ultimate Spider-Man (TV)                                            | Agente Phil Coulson/Diretor Coulson   | Voz                               |
| 2013      | The To Do List                                                      | Juiz Klark                            |                                   |
| 2013      | Comedy Bang! Bang!                                                  | Ele mesmo                             |                                   |
| 2013      | Marvel Heroes Online                                                | Agente Phil Coulson (Voz)             | Video Game                        |
| 2013      | LEGO Marvel Super Heroes                                            | Agente Phil Coulson (Voz)             | Video Game                        |
| 2013-2020 | Agents of S.H.I.E.L.D. (Série de TV)                                | Agente/Diretor Phil Coulson/Sarge     | Papel principal 110 episódios     |
| 2013      | Trust Me                                                            | Howard                                | Também como Diretor e Roteirista  |
| 2014      | Very Good Girls                                                     | Edward                                |                                   |
| 2019      | Captain Marvel (filme)                                              | Agente Coulson                        |                                   |
| 2024      | Thelma                                                              | Alan                                  |                                   |